# À l'ombre du dragon

À l'ombre du dragon est un projet de long métrage d'animation entrepris par René Laloux et finalement resté inachevé. Il devait être une adaptation à l'écran du roman de science-fiction de Serge Brussolo À l'image du dragon. René Laloux réalise une bande annonce en 1988, mais le projet est abandonné par la suite.

## Synopsis
Dans un passé lointain, les Dieux Nains ont créé un monde habité par deux peuples parfaitement incompatibles : d'un côté les Hydrophobes, qui ne supportent pas le contact de l'eau et s'enferment dans leurs cavernes pendant la saison des pluies en se chauffant à l'aide de pierres de lumière ; de l'autre, les Caméléons, que la chaleur transforme en statues pendant toute la saison sèche. Les deux peuples sont perpétuellement en guerre : pendant la saison des pluies, les Caméléons envoient leurs dragons assiéger les cavernes des Hydrophobes, tandis que l'été, les chevaliers Hydrophobes, protégés par de lourdes armures, s'aventurent dans les villes des Caméléons pour les massacrer pendant qu'ils sont transformés en statues sans défense. Les choses changent lorsqu'un chevalier hydrophobe, Nath, part à la guerre en compagnie de son esclave Boa et tombe amoureux de la statue d'une flûtiste Caméléon, Nuth. Nath protège la statue contre les assauts de ses propres compagnons d'armes en l'emportant au loin, puis échappe de peu aux assauts de chevaliers Renégats qui convoitent son armure étanche. Au retour de la saison des pluies, les Caméléons, dont Nuth, se réveillent, et Nath, après avoir découvert leur mode de vie, est convaincu qu'il est possible d'amener les deux peuples à faire la paix.

## Le projet
En 1982, René Laloux rédige une première version d'un projet pour un quatrième long métrage d'animation : le projet, titré Le monde des dieux-nains, est illustré par José Xavier, mais il ne parvient pas à convaincre les producteurs. 
Laloux travaille alors à une deuxième mouture sous le titre À l'ombre du dragon : il élabore un scénario avec Raphaël Cluzel et le dessinateur Patrice Sanahujas, qui avaient déjà contribué à son long métrage précédent, Gandahar. En 1988, René Laloux réalise une bande annonce afin de postuler à une aide du CNC prenant la forme d'une avance sur recette. La bande annonce consiste en un défilé d'illustrations réalisés par Patrice Sanahujas à titre de dessins préparatoires pour le projet de long métrage. Les images sont rendues dynamiques par les mouvements de la caméra à l'aide de travellings, de zooms et de fondus, et sont accompagnées d'une musique orchestrale composée par Gabriel Yared. Mais de nouveau, le projet ne parvient pas à réunir de financements suffisants.
En 1995, une troisième version du projet est livrée par Laurence Kilberg sous le titre À l'ombre des dragons, et présentée par le producteur Léon Zuratas à l'avance sur recettes du CNC, cette fois avec succès. Mais en 1996, Patrice Sanahujas décède subitement, ainsi que, dans la même période, Raphaël Cluzel et, en 1997, Roland Topor : la disparition imprévue des principaux collaborateurs du projet conduit Laloux à l'abandonner. Laloux ne travaille plus sur le projet jusqu'à sa mort en 2004.
Dès la fin des années 1990, le producteur Léon Zuratas, qui a conservé les droits d'adaptation pour le roman de Brussolo, relance l'idée d'un long métrage d'animation sur ce sujet, en faisant appel à deux anciens collaborateurs de René Laloux, le dessinateur Philippe Caza et l'animateur Philippe Leclerc, qui avaient travaillé notamment sur Gandahar. Un nouveau projet d'adaptation démarre alors, entièrement différent de celui de Laloux. En 2000, Caza réalise un projet plus librement inspiré du roman et intitulé Skän, guerrier du soleil, qui sert de base à la réalisation du long métrage Les Enfants de la pluie, sorti sur les écrans en 2003.